# 아이모네 디 사보이아아오스타 공작 (1967년)
아이모네 디 사보이아아오스타 공작(Prince Amedeo of Savoy-Aosta, 5th Duke of Aosta, 1967년 10월 13일 ~ )는 사보이아 왕가의 수장이 될 두 명의 청구인 중 한 명이다. 2019년 11월부터 러시아 주재 몰타 주권군사령부 대사를 역임하고 있다.